# Maria Aebersold
Pour les articles homonymes, voir Aebersold.
Maria Aebersold, née le 6 novembre 1904 ou 1908 à Bâle et morte le 16 janvier 1982 dans la même ville ou à Binningen, est un écrivain suisse de langue allemande.
Auteur de nouvelles et de contes pour enfants, ainsi que de récits traduits de l'ancien sangir, elle collabore à divers journaux et radios.

## Biographie

### Origines, famille et situation personnelle
Maria Aebersold naît Maria Elisabeth Hufschmid le 6 novembre 1904 ou 1908 à Bâle. Elle est originaire de la même ville.
Son père, Johann Friedrich Hufschmid, est maître fabricant de peignes pour tisserands ; sa mère est née Marie Katharina Hagmann.
Elle épouse en 1924 ou 1929 le linguiste et missionnaire Walter Aebersold,, avec qui elle a trois enfants.
Elle vit dix ans en Indonésie après son mariage, où elle dirige avec son mari au titre de l'aide au développement une école d'agriculture,, puis s'établit à Binningen, dans le canton de Bâle-Campagne.

### Études
Après le gymnase pour jeunes filles de Bâle, elle entame des études de musique (piano et orgue) à l'université de Leyde, aux Pays-Bas,. Elle est organiste à Allschwil, dans le canton de Bâle-Campagne, jusqu'à son départ en Indonésie.

### Parcours professionnel et littéraire
Maria Aebersold écrit, en partie en dialecte bâlois, des nouvelles dont sa ville natale ou ses souvenirs de voyage fournissent souvent le thème, ainsi que des contes pour enfants. 
Elle traduit par ailleurs des récits en ancien sangir, écrit notamment dans la National-Zeitung et le Nebelspalter et travaille pour la radio (notamment Schweizer Radio DRS).

### Autre activité
Elle préside la section locale (Bâle et environs) de l'association pour le suffrage féminin.

### Maladie et mort
Elle tombe malade au printemps 1981 et meurt le 16 janvier 1982, à Bâle ou à Binningen,.

## Distinction
- 1960 : prix artistique de la commune de Binningen[1]

## Publications
- (de) Weithin klingen frohe Lieder : Erlebnisse auf den Sangi-Inseln, Bâle, Basler Missionsbuchh., 1941, 32 p.
- (de) Was wär Basel ohne Affen? : 18 Geschichten um grosse und kleine Tiere, Bâle, Pharos-Verlag, 1962, 78 p.
- (de) Basler kommen mit Trommeln zur Welt: Lausmädchengeschichten, Bâle, Pharos-Verlag, 1970, 115 p.